# Myrianida tereseta
Myrianida tereseta är en ringmaskart som beskrevs av Hoagland 1920. Myrianida tereseta ingår i släktet Myrianida och familjen Syllidae. Inga underarter finns listade i Catalogue of Life.